# Boris Ler
Boris Ler (Sarajevo, 24. veljače 1985.) je bosanskohercegovački televizijski, filmski i kazališni glumac. Prvu ulogu je ostvario u seriji Lud, zbunjen, normalan. Godine 2013. zaigrao je lik protagonista serije Zora dubrovačka.
Boris Ler živi u Sarajevu. Član je ansambla Kamernog teatra 55 u Sarajevu.

## Filmografija

### Filmske uloge
- "Quo Vadis, Aida?" kao Hamdija Selmanagić (2020.)
- "Smrt u Sarajevu" kao Kiki (2016.)
- "Cirkus Columbia" kao Martin (2010.)

### Televizijske uloge
- "Znam kako dišeš" kao Arman Sarkić (2023.)
- "Novine" kao Miki Marković (2018.)
- "Zora dubrovačka" kao Maro Kesovija (2013. – 2014.)
- "Lud, zbunjen, normalan" kao Srećko (2008.)